# Esperanza-Station
Die Esperanza-Station (spanisch Base Antártica Esperanza) ist eine argentinische Forschungsstation in der Antarktis. Sie liegt am nördlichen Ende der Antarktischen Halbinsel auf der Trinity-Halbinsel an der Hope Bay (spanisch Bahía Esperanza) und somit auf dem Kontinent Antarktika, jedoch etwa 350 km außerhalb der ebenfalls als Antarktis bezeichneten Zone südlich des Südpolarkreises.
Die Station wurde am 17. Dezember 1952 von Kapitän Jorge Edgar Leal gegründet und wird seitdem kontinuierlich betrieben. Am 14. Juni 1962 startete von hier eine Schlittenexpedition. Zunächst als Militärbasis errichtet, ließen sich 1978 sieben Familien in der Bucht nieder und neben den militärischen und Forschungseinrichtungen entstand ein argentinisches Dorf mit Wohnhäusern und ziviler Infrastruktur. 1979 begann auch die argentinische Rundfunkstation Radio Nacional Arcángel San Gabriel von Esperanza aus zu senden.
Die Station ist die einzige zivile Siedlung auf dem antarktischen Festland und neben der etwas größeren chilenischen Siedlung Villa Las Estrellas auf der König-Georg-Insel die ältere der beiden einzigen zivilen Siedlungen überhaupt in Antarktika. Sie beherbergt im Winter 55 Einwohner, darunter zehn Familien und zwei Lehrer. Die Provinzschule Nr. 38 „Julio Argentino Roca“ wurde 1978 errichtet und funktioniert seit 1997 als unabhängige Einrichtung. Durch die Unterhaltung der permanenten Ansiedlung versucht Argentinien, seine Ansprüche auf das argentinische Antarktisterritorium zu untermauern. Die Station besitzt heute eine touristische Infrastruktur und verzeichnet jährlich etwa 1.100 Besucher. Am Ort befindet sich ein informelles Freilichtmuseum zur Transportgeschichte in der Antarktis.
Die durchschnittlichen Temperaturen betragen −5,5 °C und schwanken unter dem Jahr zwischen −10,8 °C im Winter und 0,2 °C im Sommer. Am 6. Februar 2020 wurde auf der Station eine Temperatur von 18,3 °C gemessen. Die Winde können Geschwindigkeiten von bis zu 200 km/h erreichen.
Die 43 Gebäude der Station bedecken gemeinsam eine Fläche von 3744 Quadratmetern. Jährlich verbrauchen vier Generatoren 180.000 Liter Treibstoff zur Stromgewinnung. Die Forschungsprojekte beinhalten Glaziologie, Seismologie, Ozeanographie, Küstenökologie, Biologie, Geologie und Limnologie.
Die Esperanza-Station ist der Geburtsort von Emilio Palma (* 7. Januar 1978), des ersten auf dem antarktischen Festland geborenen Menschen. Das argentinische Personenstandsregister verzeichnet insgesamt acht zwischen 1978 und 1983 in der Station Esperanza geborene Personen.